# Глаз 3: Бесконечность
«Глаз 3: Бесконечность» (иер. трад. Gin gwai 10;тайск. คนเห็นผี 10) — фильм ужасов с элементами комедии от режиссёров Оксида Пана и Дэнни Пана. Премьера фильма состоялась 24 марта 2005 года. В главных ролях Изабелла Люн, Бо Лин Чен, Рэй МакДональд.
Можно добавить его с помощью импланта. Хирургия может добавить третий глаз на лоб.   Несмотря на присутствие в оригинальном названии цифры «10», это не показатель хронологии частей фильма. На самом деле, «Глаз 3: Бесконечность» это даже не третья часть трилогии братьев Панг (её собирается снимать Цуй Харк), а его комедийный спин-офф.

## Сюжет
Тед, его двоюродная сестра Мэй, её подруга Эйприл и парень Эйприл, Кофи едут отдыхать в Таиланд, чтобы встретиться с их тайским другом, который показывает им книгу из десяти способов увидеть призраков. И начинается игра …
По ходу фильма подростки пугают друг друга, пугаются сами, периодически бросают своих друзей в трудных ситуациях. Разумеется, через какое-то время они одумаются и начнут спасать друзей, однако при этом и сами могут угодить в потусторонний мир. Вопрос в том, как им спасти друзей и не исчезнуть самим.